# فرناندو مارکوس
فرناندو مارکوس (انگلیسی: Fernando Marcos؛ زادهٔ ۴ دسامبر ۱۹۶۸) بازیکن فوتبال اهل اسپانیا است.
از باشگاه‌هایی که در آن بازی کرده‌است می‌توان به باشگاه ورزشی رئال مایورکا اشاره کرد.